# Екстремальна гелієва зоря
Екстремальна гелієва зоря (скорочено ЕГ) — надгігант малої маси, майже позбавлений водню, найпоширенішого хімічного елемента Всесвіту. Оскільки немає відомих умов, за яких зорі, позбавлені водню, можуть утворюватися з молекулярних хмар, існує теорія, що вони є продуктом злиття білих карликів з гелієвим ядром і вуглецево-кисневим ядром.

## Властивості
Екстремальні гелієві зорі утворюють підгрупу в ширшій категорії зір з дефіцитом водню. Остання включає холодні вуглецеві зорі, як-от змінні типу R Північної Корони, багаті гелієм зорі спектрального класу O або B, зорі Вольфа — Райє населення I, зорі AM CVn, білі карлики спектрального типу WC і перехідні зорі, як-от PG 1159.
Перша відома екстремальна гелієва зоря, HD 124448, була відкрита у 1942 році Деніелом М. Поппером в обсерваторії Макдональда біля Форт-Девіса, штат Техас, США. У спектрі цієї зорі не було ліній водню, але сильні лінії гелію, а також присутність вуглецю та кисню. Другий, PV Telescopii, був відкритий у 1952 році, і клас змінних типу PV Telescopii — це екстремальні гелієві зорі. До 1996 року було знайдено 25 кандидатів (у 2006 році цей список було звужено до 21). Загальною характеристикою цих зір є те, що співвідношення вмісту вуглецю та гелію завжди знаходиться в діапазоні від 0,3 до 1 %. Це незважаючи на широку варіацію інших співвідношень кількості у зорях ЕГ.
Відомі екстремальні гелієві зорі є надгігантами, де нестача водню у 10 000 разів або більше. Температура поверхні цих зір коливається від 9 000 до 35 000 К. Вони переважно складаються з гелію, а другий за поширеністю елемент, вуглець, утворює приблизно один атом на 100 атомів гелію. Хімічний склад цих зір свідчить про те, що на певному етапі їх еволюції вони спалювали водень і гелій.

## Теоретичні моделі
Для пояснення складу екстремальних гелієвих зір було запропоновано два можливі сценарії.
1. Модель подвійного виродження (ПВ) пояснювала, що зорі формуються в подвійній системі, що складається з меншого гелієвого білого карлика та більш масивного вуглецево-кисневого білого карлика. Обидві зорі перестали виробляти енергію в результаті ядерного синтезу і тепер були компактними об'єктами. Випромінювання гравітаційного випромінювання спричинило розпад їх орбіти, поки вони не злилися. Якщо сукупна маса не перевищує межі Чандрасекара, гелій буде накопичуватися на карлику C-O і спалахне, утворюючи надгігант. Пізніше вона стане зорею ЕГ, а потім охолоне й стане білим карликом[3].
2. Модель останнього спалаху (ОС) припустила, що зоря ЕГ може сформуватися як пізня стадія еволюції зорі після того, як вона залишила асимптотичну гілку гіганта . Коли зоря охолоджується, утворюючи білого карлика, гелій запалюється в оболонці навколо ядра, змушуючи зовнішні шари швидко розширюватися. Якщо водень у цій оболонці витрачається, зоря стає дефіцитною, і вона стискається, утворюючи ЕГ.[3].

Дослідження вмісту елементів у семи зорях ЕГ узгоджується з тим, що передбачено моделлю ПВ.